# Nicole Abreu
Nicole Gianella Abreu Erquinigo (Lima, 27 de marzo de 1999) es una voleibolista peruana que juega como receptora. Desde el 2013, ha integrado en diversas ocasiones la Selección femenina de voleibol del Perú en sus diversas categorías. Su equipo actual es Premiá de Dalt de la Superliga 2 Femenina de Voleibol de España.

## Clubes
| Club                       | País           | Año         |
| -------------------------- | -------------- | ----------- |
| Universidad César Vallejo  | Perú           | 2013 - 2016 |
| Florida A&M Rattlers       | Estados Unidos | 2016 - 2018 |
| California Baptist Lancers | Estados Unidos | 2018 - 2020 |
| Circolo Sportivo Italiano  | Perú           | 2022 - 2023 |
| Kazoku No Perú             | Perú           | 2023 - 2024 |
| Premiá de Dalt             | España         | 2024 -      |

## Palmarés

### Clubes
- 2014:  "Tercera", Liga Nacional Superior de Voleibol de Perú con  Universidad César Vallejo.
- 2015:  "Tercera", Liga Nacional Superior de Voleibol de Perú con  Universidad César Vallejo.
- 2017:  "Subcampeona", Mid-Eastern Athletic Conference con  Florida A&M Rattlers.
- 2018:  "Subcampeona", Mid-Eastern Athletic Conference con  Florida A&M Rattlers.
- 2024:  "Subcampeona", Liga Nacional Intermedia de Voleibol de Perú con  Kazoku No Perú.
- 2025:  "Subcampeona", Superliga 2 de Voleibol de España con  Premiá de Dalt.

### Selección nacional

#### Categoría Sub-20
- 2014:  "Subcampeona",  Sudamericano Sub-20 Colombia 2014.

#### Categoría Sub-18
- 2015:  "Tercera",  Copa Final Four Sub-18 Perú 2015.
- 2014:  "Tercera",  Sudamericano Sub-18 Perú 2014.

#### Categoría Sub-17
- 2013:  "Tercera",  Sudamericano Sub-17 Colombia 2013.
- 2013:  "Campeona",  Juegos Sudamericanos Escolares Argentina 2013.[2][3]